# Sphalloeme costipennis
Sphalloeme costipennis är en skalbaggsart som beskrevs av Julius Melzer 1928. Sphalloeme costipennis ingår i släktet Sphalloeme och familjen långhorningar.
Artens utbredningsområde är Honduras. Inga underarter finns listade i Catalogue of Life.